# Ciclismo en los Juegos Olímpicos de Berlín 1936
El ciclismo en los Juegos Olímpicos de Berlín 1936 se realizó en dos instalaciones de la ciudad de Berlín, entre el 6 y el 10 de agosto de 1936. 
En total se disputaron en este deporte 6 pruebas diferentes (todas en la categoría masculina), repartidas en dos disciplinas ciclistas: 2 pruebas de ruta y 4 de pista. El programa se mantuvo como en la edición pasada, solo que la prueba de ruta se realizó por primera vez con una salida en grupo y no en formato de contrarreloj como en las ediciones anteriores.
Se batieron dos récords olímpicos: el del kilómetro contrarreloj, por Arie van Vliet, y el de persecución por equipos, que batieron varios equipos durante la fase de clasificación, siendo el mejor tiempo el de Francia en la semifinal.

## Sedes
- Ciclismo en ruta – Circuito en el AVUS, Grunewald y en el distrito de Spandau.
- Ciclismo en pista – Estadio del Berlin Sport-Club.

## Participantes
Participaron un total de 175 ciclistas, representando a 30 naciones diferentes:
| - Alemania (12) - Australia (3) - Austria (10) - Bélgica (8) - Brasil (3) - Bulgaria (10) - Canadá (6) - Checoslovaquia (4) - Chile (4) - República Popular China (1) | - Dinamarca (11) - Estados Unidos (6) - Finlandia (2) - Francia (8) - Hungría (8) - Italia (11) - Letonia (4) - Liechtenstein (1) - Luxemburgo (4) - Nueva Zelanda (1) | - Noruega (2) - Países Bajos (11) - Perú (4) - Polonia (4) - Reino Unido (11) - Sudáfrica (2) - Suecia (5) - Suiza (11) - Turquía (4) - Yugoslavia (4) |

## Medallistas

### Ciclismo en ruta
| Evento                          | Oro                                                                                     | Plata                                                                               | Bronce                                                                                                   |
| ------------------------------- | --------------------------------------------------------------------------------------- | ----------------------------------------------------------------------------------- | --- |
| Ruta individual (10 de agosto)  | Robert Charpentier · Francia · 2:33:05,0                                                | Guy Lapébie · Francia · 2:33:05,2                                                   | Ernst Nievergelt · Suiza · 2:33:05,8                                                                     |
| Ruta por equipos (10 de agosto) | Robert Charpentier · Robert Dorgebray · Guy Lapébie · Jean Goujon · Francia · 7:39:16,2 | Edgar Buchwalder · Ernst Nievergelt · Kurt Ott · Gottlieb Weber · Suiza · 7:39:20,4 | Auguste Garrebeek · Armand Putzeyse · Jean-François Van Der Motte · Joseph Lowagie · Bélgica · 7:39:21,0 |

### Ciclismo en pista
| Evento                                | Oro                                                                                       | Plata                                                                               | Bronce                                                                           |
| ------------------------------------- | ----------------------------------------------------------------------------------------- | ----------------------------------------------------------------------------------- | -------------------------------------------------------------------------------- |
| Velocidad individual (7 de agosto)    | Toni Merkens · Alemania                                                                   | Arie van Vliet · Países Bajos                                                       | Louis Chaillot · Francia                                                         |
| Persecución por equipos (8 de agosto) | Robert Charpentier · Jean Goujon · Guy Lapébie · Roger-Jean Le Nizerhy · Francia · 4:45,0 | Bianco Bianchi · Mario Gentili · Armando Latini · Severino Rigoni · Italia · 4:51,0 | Harry Hill · Ernest Johnson · Charles King · Ernest Mills · Reino Unido · 4:53,6 |
| 1 km contrarreloj (8 de agosto)       | Arie van Vliet · Países Bajos · 1:12,0 RO                                                 | Pierre Georget · Francia · 1:12,8                                                   | Rudolf Karsch · Alemania · 1:13,2                                                |
| Tándem (8 de agosto)                  | Ernst Ihbe · Carl Lorenz · Alemania                                                       | Bernard Leene · Hendrik Ooms · Países Bajos                                         | Pierre Georget · Georges Maton · Francia                                         |

## Medallero
| Núm. | País         | Oro | Plata | Bronce | Total |
| ---- | ------------ | --- | ----- | ------ | ----- |
| 1    | Francia      | 3   | 2     | 2      | 7     |
| 2    | Alemania     | 2   | 0     | 1      | 3     |
| 3    | Países Bajos | 1   | 2     | 0      | 3     |
| 4    | Suiza        | 0   | 1     | 1      | 2     |
| 5    | Italia       | 0   | 1     | 0      | 1     |
| 6    | Bélgica      | 0   | 0     | 1      | 1     |
| 6    | Reino Unido  | 0   | 0     | 1      | 1     |
|      | TOTAL        | 6   | 6     | 6      | 18    |